# DDAH1
DDAH1 (англ. Dimethylarginine dimethylaminohydrolase 1) – білок, який кодується однойменним геном, розташованим у людей на 1-й хромосомі. Довжина поліпептидного ланцюга білка становить 285 амінокислот, а молекулярна маса — 31 122.
| 10         |  | 20         |  | 30         |  | 40         |  | 50         |
| ---------- |  | ---------- |  | ---------- |  | ---------- |  | ---------- |
| MAGLGHPAAF |  | GRATHAVVRA |  | LPESLGQHAL |  | RSAKGEEVDV |  | ARAERQHQLY |
| VGVLGSKLGL |  | QVVELPADES |  | LPDCVFVEDV |  | AVVCEETALI |  | TRPGAPSRRK |
| EVDMMKEALE |  | KLQLNIVEMK |  | DENATLDGGD |  | VLFTGREFFV |  | GLSKRTNQRG |
| AEILADTFKD |  | YAVSTVPVAD |  | GLHLKSFCSM |  | AGPNLIAIGS |  | SESAQKALKI |
| MQQMSDHRYD |  | KLTVPDDIAA |  | NCIYLNIPNK |  | GHVLLHRTPE |  | EYPESAKVYE |
| KLKDHMLIPV |  | SMSELEKVDG |  | LLTCCSVLIN |  | KKVDS      |  |            |

A: Аланін

C: Цистеїн

D: Аспарагінова кислота

E: Глутамінова кислота

F: Фенілаланін

G: Гліцин

H: Гістидин

I: Ізолейцин

K: Лізин

L: Лейцин

M: Метіонін

N: Аспарагін

P: Пролін

Q: Глутамін

R: Аргінін

S: Серин

T: Треонін

V: Валін

Кодований геном білок за функцією належить до гідролаз. 
Задіяний у таких біологічних процесах, як ацетилювання, альтернативний сплайсинг. 
Білок має сайт для зв'язування з іонами металів, іоном цинку. 